# Philippe Piat
Philippe Piat (Casablanca, 18 giugno 1942) è un ex calciatore francese, di ruolo attaccante.
Dal 1969 è presidente dell'Union nationale des footballeurs professionnels, il sindacato dei calciatori professionisti francesi. Dal 2013 è anche presidente della FIFPro, carica che aveva già ricoperto dal 2005 al 2007.